# Departamento Iruya
Das Departamento Iruya liegt im Norden der Provinz Salta im Nordwesten Argentiniens im Hochbecken des Flusses Bermejo. Es ist eine von 23 Verwaltungseinheiten der Provinz.
Im Norden grenzt Iruya an das Departamento Santa Victoria, im Osten und Süden an das Departamento Orán und im Westen an das Departamento Humahuaca der Provinz Jujuy.
Der Hauptort des Departamentos ist das gleichnamige Dorf Iruya.

## Städte und Gemeinden

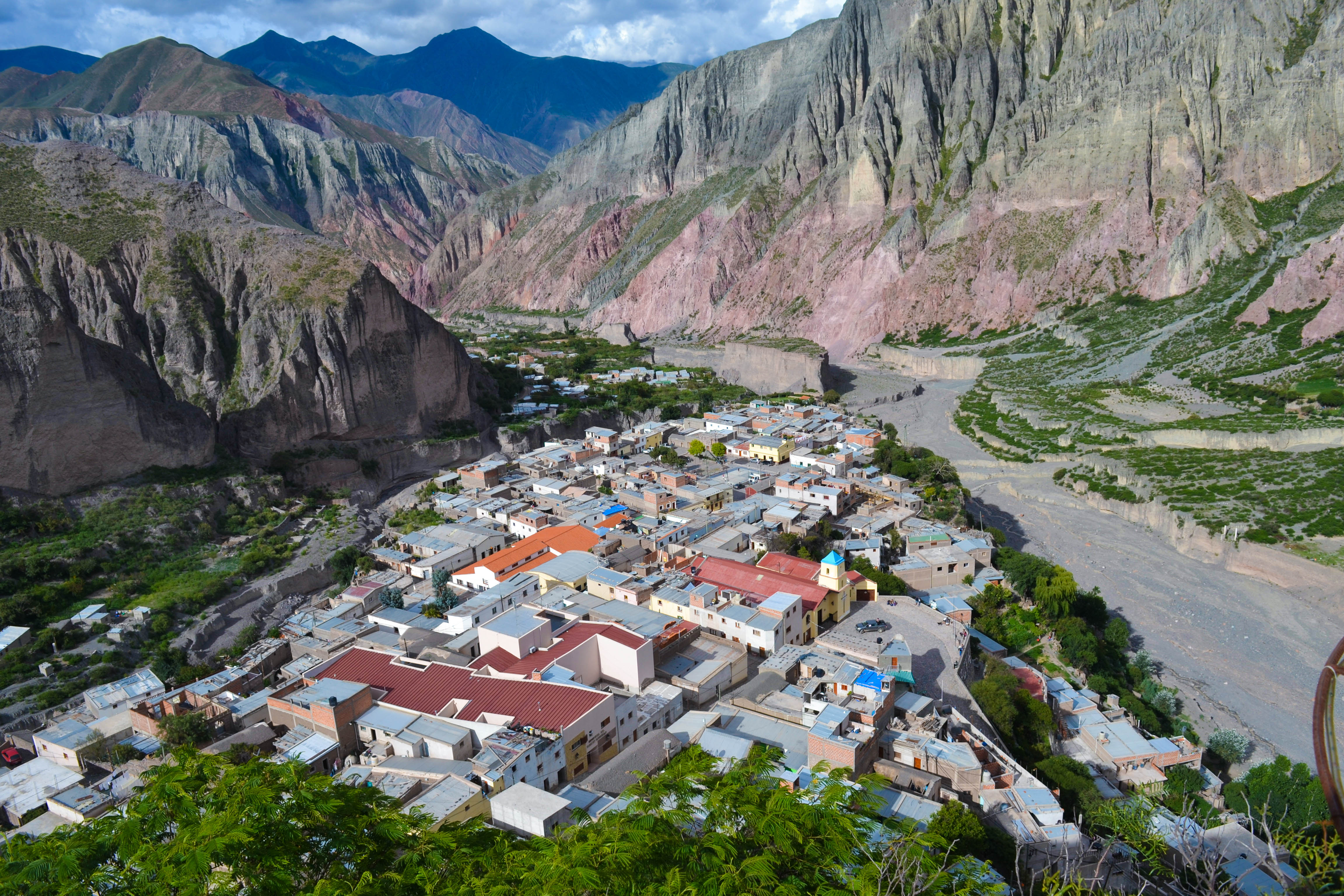
Hauptort Iruya

Das Departamento Iruya ist in die beiden Gemeinden (Municipios) Iruya und Isla de Cañas aufgeteilt.

## Bevölkerung
Im Departamento Iruya leben mehr als 70 Gemeinschaften von Indios, die zum Stamm der Kolla gehören.
Gemäß dem Zensus 2001 hatte das Departamento Iruya 6.370 Einwohner. Nach Schätzungen des INDEC sollte die Bevölkerung im Jahre 2005 auf 7.965 Einwohner gestiegen sein. Beim Zensus 2010 wurde aber nur eine Bevölkerungszahl von 5.989 Einwohnern ermittelt.

## Klima
Das Klima reicht von kühlem Bergklima im Westen bis zu subtropischem Klima im Osten.